# KS Luftëtari
KS Luftëtari – albański klub piłkarski z siedzibą w Gjirokastrze.

## Historia
Klubi Sportiv Luftëtari Gjirokastër został założony w 1929. W 1945 klub zmienił nazwę na KS Shqiponja Gjirokastër. W tym samym roku Luftëtari po raz pierwszy awansowało do pierwszej ligi albańskiej. W rozgrywkach albańskiej ekstraklasy klub z Gjirokastër występował przez  następne 4 lata. W 1949 i 1950 dochodziło do zmian nazw klubu na: KS Gjirokastër i Puna Gjirokastër. 
W 1956 klub powrócił do swojej pierwotnej nazwy. W do połowy klub sporadycznie występował w albańskiej ekstraklasie. Na dobre klub powrócił w 1966 i występował w pierwszej lidze do 1974. Po roku Luftëtari wróciło do ekstraklasy i występowało w niej przez kolejne 13 lat. W 1978 Luftëtari osiągnęło największy sukces w swojej historii w postaci wicemistrzostwo Albanii. 
Po 1988 nastąpił kryzys klubu, który w latach 1993–2000 nosił nazwę KS Shqiponja Gjirokastër. Obecnie Luftëtari występuje w Kategoria e Parë (II Liga).

## Sukcesy
- Wicemistrzostwo Albanii: 1977/78.
- Mistrzostwo Kategoria e Parë: 2011/12, 2015/16.
- 40 sezonów w Kategoria Superiore: 1945-1948, 1951-1952, 1955, 1963-1964, 1966-1974, 1975-1988, 1989-1991, 1994-1998, 1999-2002, 2006-2007, 2012-2013, 2016-2017.

## Nazwy klubu
- KS Luftëtari Gjirokastër (1930–45)
- KS Shqiponja Gjirokastër (1945–49)
- KS Gjirokastër (1949)
- Puna Gjirokastër (1950–56)
- KS Luftëtari Gjirokastër (1956–93)
- KS Shqiponja Gjirokastër (1993-2000)
- KS Luftëtari Gjirokastër (2000- ).

## Sezony wKategoria Superiore
| Sezon     | Uzyskane Miejsce   |
| --------- | ------------------ |
| 1945      | 6 w gr. B          |
| 1946      | 4 w gr. B          |
| 1947      | 9                  |
| 1948      | 4 w gr. B (spadek) |
| 1951      | 12                 |
| 1952      | 6 w gr. A (spadek) |
| 1955      | 16 (spadek)        |
| 1963-64   | 12 (spadek)        |
| 1966-67   | 12                 |
| 1967-68   | 10                 |
| 1969-70   | 11                 |
| 1970-71   | 11                 |
| 1971-72   | 12                 |
| 1972-73   | 9                  |
| 1973-74   | 14 (spade)         |
| 1975–76   | 10                 |
| 1976-77   | 7                  |
| 1977-78   | 2                  |
| 1978-79   | 12                 |
| 1979-80   | 7                  |
| 1980-81   | 5                  |
| 1981-82   | 11                 |
| 1982-83   | 5                  |
| 1983-84   | 10                 |
| 1984-85   | 7                  |
| 1985-86   | 8                  |
| 1986-87   | 5                  |
| 1987-88   | 12 (spadek)        |
| 1989-90   | 7                  |
| 1990-91   | 14 (spadek)        |
| 1994-95   | 5                  |
| 1995-96   | 15                 |
| 1996-97   | 18 (wycofanie się) |
| 1997-98   | 16                 |
| 1999-2000 | 9                  |
| 2000-01   | 8                  |
| 2001-02   | 13 (spadek)        |
| 2006-07   | 11 (spadek)        |
| 2012-13   | 13 (spadek)        |
| 2016-17   |                    |

## Europejskie puchary
Legenda do wszystkich tabel:
- Q – runda eliminacyjna, 1/16, 1/8, 1/4, 1/2 – odpowiednia faza rozgrywek, Grupa – runda grupowa, 1r gr – pierwsza runda grupowa, 2r gr – druga runda grupowa, F – finał, R – runda, PO – play-off
- k. – rzuty karne, los. – losowanie, Dogr. – dogrywka, w. – zasada bramek strzelonych na wyjeździe

| Sezon   | Rozgrywki   | Runda | Klub      | Dom | Wyjazd | Ogólnie |
| ------- | ----------- | ----- | --------- | --- | ------ | ------- |
| 2018/19 | Liga Europy | 1Q    | Ventspils | 3–3 | 0–5    | 3–8     |